# Arnoldiola gemmae
Arnoldiola gemmae är en tvåvingeart som först beskrevs av Giraud 1892.  Arnoldiola gemmae ingår i släktet Arnoldiola och familjen gallmyggor. Inga underarter finns listade i Catalogue of Life.